# Зорница (област Бургас)
Вижте пояснителната страница за други значения на Зорница.
Зорница е село в Югоизточна България. То се намира в община Средец, област Бургас.

## География
Селото се намира на 23 km от общинския център Средец, на 40 km от Ямбол и на 53 km от областния център Бургас. Покрай селото минава главния път Бургас - Ямбол.

## История
Към края на 19 век в селото се заселват бежанци от Старозагорско. Една от теориите е свързана с убиването на турчин в село от Старозагорско. Вследствие на това няколко фамилии потеглят за Бургас, но се заселват в землището на селото. По това време околността около селото е предимно гориста. Първоначално селото е било близо до стария път за Одрин. Честите набези на разбойници принуждават жителите да изместят селото с няколко километра на запад. Това обяснява и голямото землище на селото тъй като граничи буквално със съседното село – Радойново. Село Зорница е дало свидни жертви през Балканската война, последвалата я Междусъюзническа, Първа световна и Втора световна война. В центъра на селото е издигнат паметник в почит на жертвите от войните.
Старото име на селото е Топузларе.

## Население

### Етнически състав
Преброяване на населението през 2011 г.
Численост и дял на етническите групи според преброяването на населението през 2011 г.:
|                     | Численост |
| Общо                | 362       |
| Българи             | 350       |
| Турци               | 6         |
| Цигани              | 6         |
| Други               | -         |
| Не се самоопределят | -         |
| Неотговорили        | -         |

## Редовни събития
Всяка година се провежда традиционен събор през третата неделя на септември.

## Личности
Родени в Зорница
- Ангел Златев (1940 – 1970), български цирков артист
- Михаил Миров (1859 – 1923), български католически архиепископ
- Георги Елдъров (1926 – 2011), български католически духовник, професор
- Слави Кожухаров (1935 – 1997), български художник.
- Руси Русев (1955 – ), певец
- Серафим Неврокопски (1974 – ), български православен духовник, неврокопски митрополит